# Bodrum

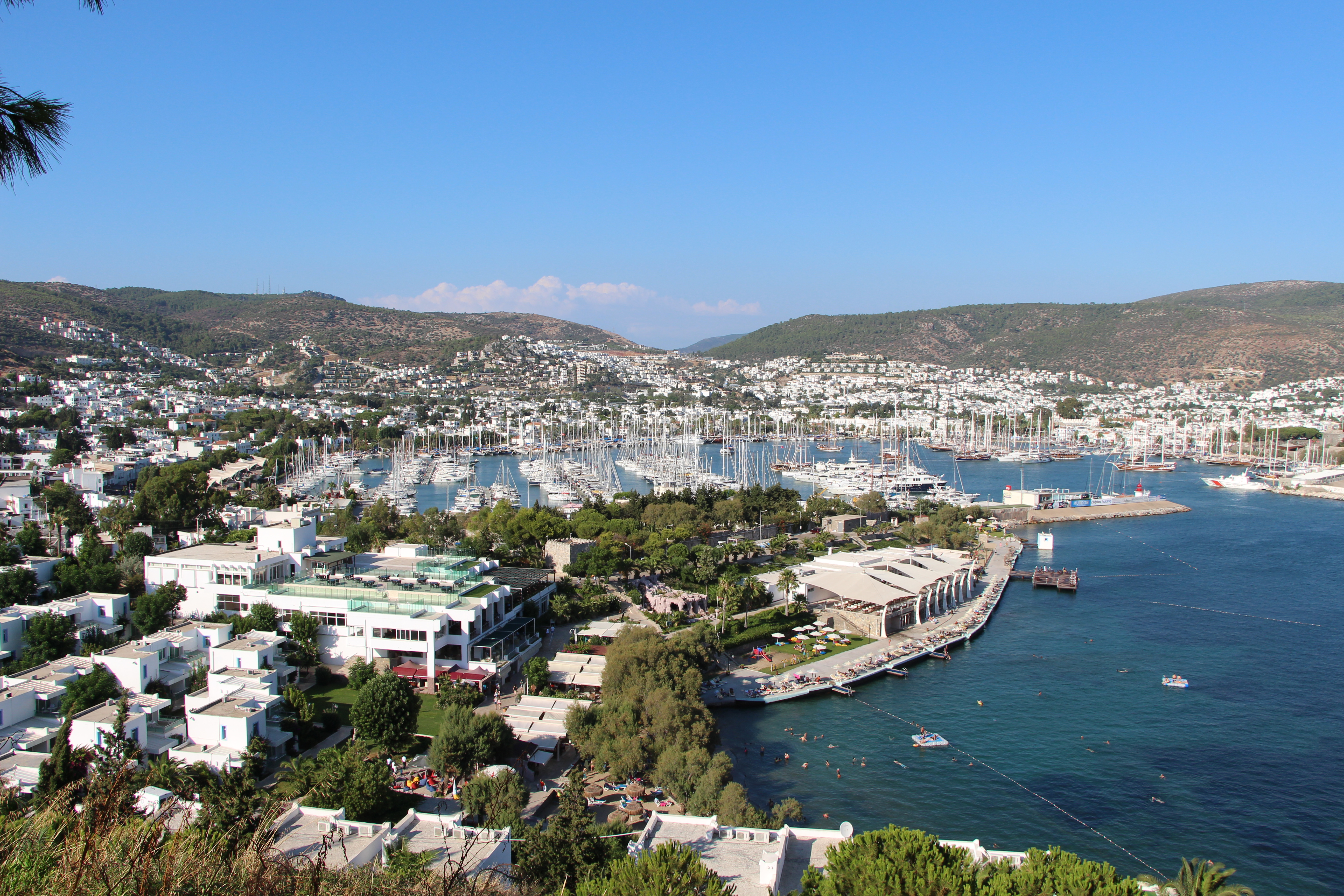
Bodrum

Bodrum és una ciutat de Turquia a la província de Muğla a la regió de la Mar Egea. Es troba a la costa sud de la península de Bodrum, a l'entrada del golf de Gökova, enfront de l'illa de Cos. És un centre turístic. El Mausoleu de Mausol va estar en aquesta ciutat; un castell construït pels cavallers de Rodes es conserva. Fou el lloc de naixement d'Heròdot (484-420 aC). Té una població (cens del 2020) de 175.000 habitants. Disposa d'un aeroport anomenat de Midras-Bodrum.
El districte de Bodrum inclou les municipalitats de Bodrum, Turgutreis, Ortakent, Türkbükü, Yalıkavak i Gümüşlük. El problema principal és la manca d'aigua.

## Història

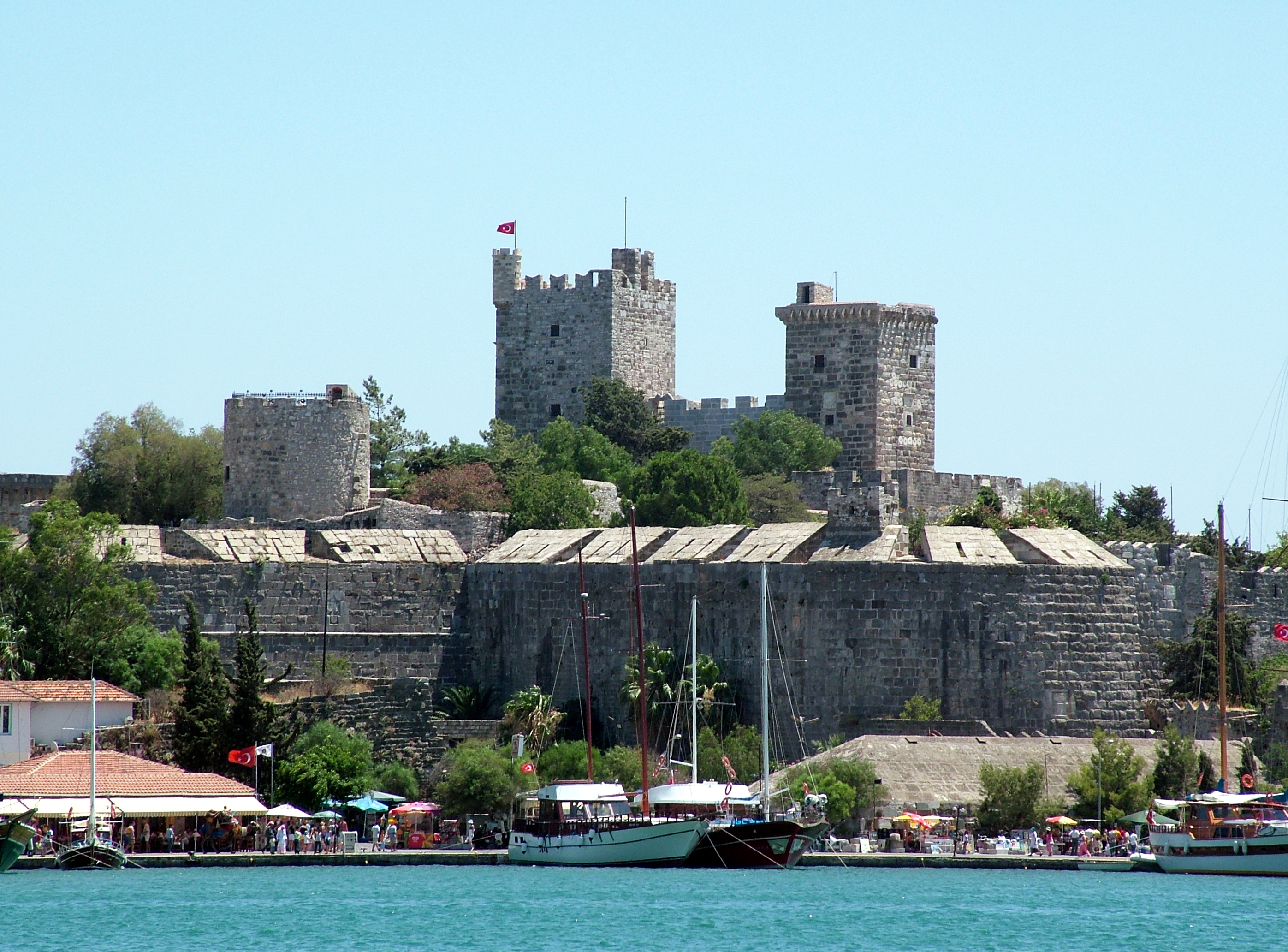
Castell de Bodrum

Per la història antiga vegeu Halicarnàs.
Vers el 1300 la regió fou conquerida pel beg Menteshe i va passar als otomans el 1390; Menteshe fou independent altre cop des del 1402 fins al 1425 però Halicarnàs havia quedat en mans dels Cavallers de Sant Joan de Jerusalem instal·lats a Rodes en temps del Gran Mestre Philibert de Naillac (1396-1421) probablement el 1402. El sultà Mehmet I els va donar permís per construir un castell després que l'anterior que tenien a Esmirna havia estat destruït per Tamerlà. Llavors la fortalesa i la ciutat d'aquell entorn fou anomenada Castellum Sancti Petri o Petronium, del que deriva Bodrum (que vol dir volta d'arc o també "vilment", que els turcs van interpretar com una indicació de la decadència moral de la ciutat). El 1471-1474 l'almirall venecià Mocenigo va assolar el país de Petronium, dominat pels turcs. La fortalesa fou atacada sense èxit, pels otomans el 1480 (després de fracassar en la conquesta de Rodes). Finalment els otomans la van conquerir el 1522 sota el comandament de Solimà el Magnífic, sent evacuada pels cavallers. Sota l'imperi otomà fou part del sandjak de Menteshe dins l'eyalat d'Anatòlia. Una batalla naval va tenir lloc davant la ciutat entre venecians i turcs a la guerra del 1645 a 1669 però Ewliya Celebi, que ho explica, no en dona la data exacta. A la guerra russo-turca del 1768 al 1774, va ser bombardejada per la flota russa. També va patir bombardejos a la I Guerra Mundial i la fortalesa va quedar molt malmesa. Els italians van restaurar la fortalesa quan ocupar Bodrum del 1919 fins al 1920, que la van abandonar.
El 1864 el sandjak de Menteshe fou unit al nou wilayat d'Aydin amb la ciutat d'Esmirna com capital i Bodrum va esdevenir un kaza (districte). Sota la república fou incorporada a la província de Muğla. El 1950 tenia 4.800 habitants.

## Personatges
- Heròdot, historiador grec
- Mausol, rei de Cària
- Artemísia II, reina de Cària

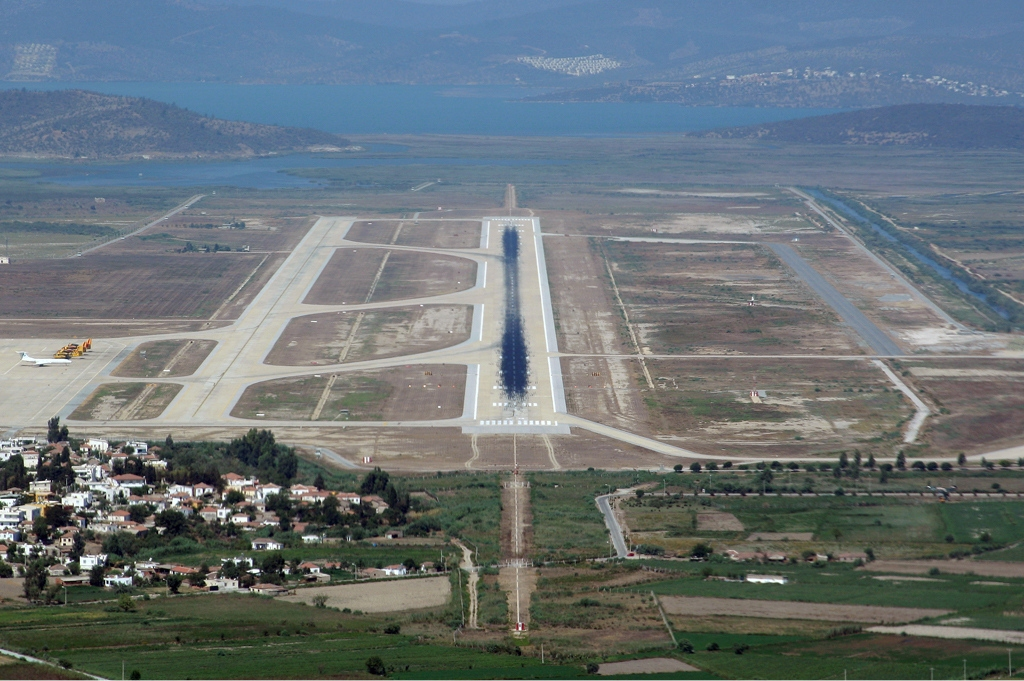
Aeroport de Bodrum

- Turgut Reis, almirall i geògraf turc
- Cevat Şakir Kabaağaçlı (1890-1973) escriptor turc conegut com a Halikarnas Balıkçısı (Pescador de Halicarnàs)
- Zeki Müren, cantant turc (1931-1996) resident a la ciutat